# Зада, Джозеф
Джозеф Зада (род. 21 июля 2005, Сидней, Австралия) — австралийский актёр. Снялся в телесериалах «Тотальный контроль» (2024) и «Парни-невидимки» (2025), а также в австралийских фильмах Bilched (2019) и The Speedway Murders (2023). В ближайшее время он появится в сериале Netflix «К востоку от Эдема», мини-сериале Amazon Prime Video «Мы были лжецами» и сыграет роль Хеймитча Абернати в экранизации романа Sunrise on the Reaping «Голодные игры: Рассвет жатвы».

## Биография
Зада родился и вырос в Сиднее. Его отец, Джереми Кампстон, — режиссёр, актёр и врач, мать — кинопродюсер. У него есть три брата и сестра, включая Хэла Кампстона. Ранее Зада использовал имя Джозеф Кампстон в своей актёрской карьере. По отцовской прабабушке имеет афгано-аборигенские корни.
Его первой заметной актёрской ролью стала роль Тоби в комедийной драме 2019 года Bilched. Режиссёром фильма выступил его отец Джереми, а в главной роли снялся его брат Хэл. Позже он появился в роли Дэниела в нескольких эпизодах австралийского политического сериала «Полный контроль», в начале третьего сезона. В 2025 году Зада снялся в сериале «Невидимые мальчики» в роли Чарли Рота. The Guardian отметила, что Зада, а также его коллеги Джо Клочек, Айдан Калафиоре и Зак Блампид сыграли свои роли с «глубиной и сложностью».
В мае 2024 года было объявлено, что Зада снимется в телевизионной адаптации романа 2014 года «Мы были лжецами» Э. Локхарт в роли Джонни Синклера, кузена главной героини Каденс. Сериал должен выйти на Amazon Prime Video 18 июня 2025 года. В октябре 2024 года было объявлено, что Зада появится в роли Кэла Траска в сериале Netflix «К востоку от Эдема», экранизации одноимённого романа Джона Стейнбека 1952 года. Премьера сериала намечена на 2026 год.
В апреле 2025 года было объявлено, что Зада сыграет роль Хеймитча Абернати в фильме Lionsgate «Голодные игры: Рассвет жатвы», основанном на одноимённом романе-приквеле к «Голодным играм». Зада был заявлен на роль вместе с Уитни Пик, которая сыграет Ленор Дав Бэрд, подругу Хеймитча. Сопрезидент Lionsgate Эрин Вестерман говорит в своём заявлении: «После прослушивания сотен талантливых исполнителей со всего мира эти двое выделялись не только своим талантом, но и эмоциональной правдой, которую они привнесли в эти культовые роли». Вестерман продолжила: «Франшиза „Голодные игры“ уже давно стала стартовой площадкой для замечательных молодых актёров, и Джо и Уитни продолжают это наследие с невероятной глубиной и огнём в сердце».

## Фильмография

### Кино
| Год  | Название на русском          | Оригинальное название                    | Роль             | Примечания |
| ---- | ---------------------------- | ---------------------------------------- | ---------------- | ---------- |
| 2019 |                              | Bilched                                  | Тоби             |            |
| 2023 |                              | The Speedway Murders                     | Дэн              | [ 15 ]     |
| 2026 | Голодные игры: Рассвет жатвы | The Hunger Games: Sunrise on the Reaping | Хеймитч Абернати | [ 12 ]     |

### Телевидение
| Год  | Название на русском | Оригинальное название | Роль           | Примечания |
| ---- | ------------------- | --------------------- | -------------- | ---------- |
| 2024 |                     | Total Control         | Дэниел         |            |
| 2025 |                     | Invisible Boys        | Чарли          | [ 16 ]     |
| 2025 | Мы были лжецами     | We Were Liars         | Джонни Синклер |            |
| 2026 | К востоку от Эдема  | East of Eden          | Кэл            |            |